# 第四心音
在心臟生理學中，第四心音（英語：Fourth heart sound，S4）又稱心房音，是一種心音，一種少見的額外心音，發生於主要心音"lub-dub"心音（第一心音與第二心音）之前的的短暫瞬間，即心房收縮之後在第一心音之前與第一心音緊隨發生，是由於心房收縮，血流快速充盈心室所引起的振動。

## 成因
心房收縮，房室瓣及腱索突然緊張。